# Lega Nazionale A 2018-2019 (hockey su pista)
La Lega nazionale A 2018-2019 è stata la 87ª edizione del torneo di primo livello del campionato svizzero di hockey su pista. Il torneo è stato vinto dal Biasca per la prima volta nella sua storia.

## Squadre partecipanti
| Club        | Stagione | Città               | Impianto                          | Stagione precedente                                            |
| ----------- | -------- | ------------------- | --------------------------------- | -------------------------------------------------------------- |
| Biasca      | dettagli | Biasca              | Palaroller                        | 1º in Lega Nazionale A, finale play-off                        |
| Diessbach   | dettagli | Diessbach bei Büren | Sporthalle Diessbach              | 2º in Lega Nazionale A, semifinali play-off                    |
| Dornbirn    | dettagli | Dornbirn (Austria)  | Stadthalle Dornbirn               | 7º in Lega Nazionale A, quarti di finale play-off              |
| Ginevra     | dettagli | Ginevra             | Centre sportif de la queue d’Arve | 8º in Lega Nazionale A, quarti di finale play-off              |
| Montreux    | dettagli | Montreux            | Salle du Pierrier                 | 3º in Lega Nazionale A, vince i play-off, campione di Svizzera |
| Thunerstern | dettagli | Thun                | Mur-Halle                         | 6º in Lega Nazionale A, quarti di finale play-off              |
| Uri         | dettagli | Seedorf             | Seedorf Rollhockeyhalle           | 4º in Lega Nazionale A, quarti di finale play-off              |
| Uttigen     | dettagli | Uttigen             | Rollhockey-Halle Grüeneblätz      | 5º in Lega Nazionale A, semifinali play-off                    |
| Wimmis      | dettagli | Wimmis              | Rollhockeyhalle Herrenmatte       | In Lega Nazionale B, promosso                                  |

## Classifica prima fase
|                     | Pos. | Squadra     | Pt | G  | V  | VR | PR | P  | GF | GS | DR  |
| ------------------- | ---- | ----------- | -- | -- | -- | -- | -- | -- | -- | -- | --- |
|                     | 1.   | Diessbach   | 39 | 16 | 12 | 1  | 1  | 2  | 81 | 45 | +36 |
| Svizzera (bandiera) | 2.   | Biasca      | 37 | 16 | 11 | 2  | 0  | 3  | 91 | 59 | +32 |
|                     | 3.   | Montreux    | 28 | 16 | 8  | 1  | 2  | 3  | 54 | 48 | +6  |
|                     | 4.   | Dornbirn    | 28 | 16 | 9  | 0  | 0  | 7  | 72 | 67 | +5  |
|                     | 5.   | Ginevra     | 22 | 16 | 4  | 5  | 0  | 7  | 52 | 48 | +4  |
|                     | 6.   | Uri         | 22 | 16 | 6  | 4  | 0  | 6  | 57 | 67 | -10 |
|                     | 7.   | Thunerstern | 16 | 16 | 4  | 1  | 2  | 9  | 58 | 77 | -19 |
|                     | 8.   | Uttigen     | 13 | 16 | 3  | 2  | 0  | 11 | 57 | 85 | -28 |
|                     | 9.   | Wimmis      | 12 | 16 | 2  | 1  | 4  | 9  | 42 | 68 | -26 |

Legenda:
  Partecipa ai play-off per il titolo.
  Partecipa ai play-out salvezza.
  Vincitore della Coppa di Svizzera 2018-2019.
      Campione di Svizzera e ammessa all'Eurolega 2019-2020.
      Ammesse alla Coppa WSE 2019-2020.
      Retrocesse in Lega Nazionale B 2019-2020.
Note:
Tre punti a vittoria, due per la vittoria ai tiri di rigore, uno per la sconfitta ai tiri di rigore, zero a sconfitta.

## Play-off
|  | Semifinali | Semifinali | Semifinali | Semifinali | Semifinali |  |  | Finale | Finale    | Finale | Finale | Finale |  |
|  |            |            |            |            |            |  |  |        |           |        |        |        |  |
|  | 1          | Diessbach  | 5          | 1          | 6          |  |  |        |           |        |        |        |  |
|  | 4          | Dornbirn   | 4          | 5          | 2          |  |  | 1      | Diessbach | 4      | 4      | 3      |  |
|  | 2          | Biasca     | Biasca     | 6          | 4          |  |  | 2      | Biasca    | 2      | 5      | 4      |  |
|  | 3          | Montreux   | Montreux   | 3          | 1          |  |  |        |           |        |        |        |  |

## Play-out
|  | Pos. | Squadra     | Pt | G | V | VR | PR | P | GF | GS | DR  |
|  | ---- | ----------- | -- | - | - | -- | -- | - | -- | -- | --- |
|  | 1.   | Ginevra     | 28 | 8 | 4 | 2  | 1  | 1 | 29 | 27 | +2  |
|  | 2.   | Wimmis      | 22 | 8 | 5 | 0  | 1  | 2 | 36 | 24 | +12 |
|  | 3.   | Uttigen     | 20 | 8 | 4 | 0  | 1  | 3 | 31 | 33 | -2  |
|  | 4.   | Uri         | 19 | 8 | 2 | 1  | 0  | 5 | 36 | 38 | -2  |
|  | 5.   | Thunerstern | 14 | 8 | 2 | 0  | 0  | 6 | 22 | 32 | -10 |

## Verdetti
| Verdetto                       | Club                                      |
| ------------------------------ | ----------------------------------------- |
| Campione di Svizzera 2018-2019 | Biasca (1º titolo)                        |
| Eurolega 2019-2020             | Biasca                                    |
| Coppa WSE 2019-2020            | Diessbach Montreux Ginevra Uttigen Wimmis |
| Retrocesse in Lega Nazionale B | Thunerstern                               |